# F. Ascaso
A F. Ascaso foi uma pistola semiautomática projetada e produzida na Catalunha durante a Guerra Civil Espanhola. Seu nome vem do anarcossindicalista Francisco Ascaso Abadía. Era uma cópia da Astra 400, mas com qualidade inferior, embora tivesse um bom projeto.
A produção de armas começou em 1937 e foram produzidas para as milícias anarquistas. Teve uma produção total entre 5.000 e 8.000 unidades.